# بييو
بيير كوليفورد (بالفرنسية: Pierre Culliford)‏، والمعروف باسمه الفني Peyo، هو مؤلف ورسام بلجيكي ولد في 25 يونيو، 1928 واشتهر لابتكاره السنافر (بالفرنسية: Les Schtroumpfs)‏.

## روابط خارجية
- بييو على موقع IMDb (الإنجليزية)
- بييو على موقع ألو سيني (الفرنسية)
- بييو على موقع ميوزك برينز (الإنجليزية)
- بييو على موقع أول موفي (الإنجليزية)
- بييو على موقع قاعدة بيانات الأفلام السويدية (السويدية)
- بييو على موقع ديسكوغز (الإنجليزية)
- بييو على موقع قاعدة بيانات الفيلم (الإنجليزية)
- بييو على موقع كينوبويسك (الروسية)